# أبو شعاع
أبو شِعَاع أو بُلنومة (الاسم العلمي Polynemus)، جنس أسماك بحرية ونهرية من شعاعيات الزعانف وفصيلة خيطية الزعانف أعطانه جنوب وجنوب شرق آسيا.